# Щур Марія Харитонівна
Марія Харитонівна Щур (нар. 1915, Скопці — пом. ?) — українська майстриня художнього ткацтва.
Народилася 1915 року в селі Скопцях (тепер село Веселинівка, Броварський район, Київська область, Україна).
Серед творів: орнаментовані і тематичні килими («Володимир Ілліч Ленін» та інші), коци.
Брала участь у виготовленні килимів за ескізами художників Івана Падалки, Миколи Рокицького, Дмитра Шавикіна («Визволення Києва», 1946).